# Pekajang
Pekajang is een bestuurslaag in het regentschap Lingga van de provincie Riau-archipel, Indonesië. Pekajang telt 402 inwoners (volkstelling 2010).